# Lakeport (Kalifornia)
Lakeport – miasto w Stanach Zjednoczonych, w stanie Kalifornia, w hrabstwie Lake.